# Heinz Stephan (Schriftsteller)
Heinrich „Heinz“ Ferdinand Friedrich Stephan (* 8. November 1896 in Köln; † 2. September 1978 ebenda) war ein deutscher Schriftsteller und Feuilletonredakteur.

## Leben und Wirken
Der in Köln geborene Stephan lebte nach seiner 1922 erfolgten Promotion zum Dr. phil. an der Universität Bonn längere Zeit in Dresden, wo er spätestens seit 1934 für die Dresdner Neuesten Nachrichten arbeitete und für die Bereiche Unterhaltung und Kultur verantwortlich war. Nach dem Zweiten Weltkrieg ging er nach Köln zurück. Hier war er bei der Kölnischen Rundschau tätig und wurde Vorsitzender der Theatergemeinde Köln.
Stephan starb 1978 im Alter von 81 Jahren in seiner Wohnung in Köln-Rath/Heumar. Er war verwitwet von Hubertine Julie geb. Breuer (1895–1963), die er 1923 in Köln geheiratet hatte. Die Familiengrabstätte befindet sich auf dem Kölner Melaten-Friedhof.

## Werke (Auswahl)
- Die Entstehung der Rheinromantik. Bonn 1922.
- Ist sich die moderne Presse ihrer Erziehungsaufgabe bewußt? Röhrscheid, Bonn, Köln 1931.
- Das Heilige Land in der neueren Dichtung. Bachem, Köln 1931.
- Von Beumelburg bis Vesper. Die 14 neuen Mitglieder der preußischen Dichterakademie. In: Kölnische Volkszeitung vom 4. Juni 1933.
- Große Sachsen. Träger deutscher Kultur. In: Sachsen. Zeitschrift des Heimatwerkes Sachsen, 6 (1939), Heft 2, Juli 1939.
- Aus Wolfgang Zenkers Schaffen. In: Dresdner Neueste Nachrichten vom 21. November 1940, S. 3.